# Fredrik Arsenius
Johan Axel Fredrik Arsenius, född 29 september 1858 i Mariestad, död 18 februari 1946 i Stockholm, var en svensk torpedingenjör och marindirektör.
Fredrik Arsenius var son till konstnären John Arsenius och Charlotte Sophia Bildt. Han var bror till Georg Arsenius och Sam Arsenius. Han studerade vid Örebro tekniska läroverk samt Skeppsbyggeriinstitutet i Göteborg. Han tillbringade 15 år i USA som ingenjör, återkom till Sverige 1897 som torpedingenjör och specialingenjör av första graden. Han var lärare på torpedskolor och medlem av tio torpedkommissioner. Han ledde arbetet med Sveriges första torpedbatteri. Han slutade 1927 som marindirektör av första graden.
Fredrik Arsenius var även verksam som akvarellkonstnär och tecknare. Våren 1912 ställde han ut en samling akvareller och teckningar i Hallins konsthandel i Stockholm. Det var övervägande stadsbilder och interiörer, men även landskap från Fiume och djurbilder.
År 1930 gav han ut boken Biografiskt lexikon över personligheter avbildade på världens postfrimärken. Fredrik Arsenius är begravd på Uppsala gamla kyrkogård.